# 사무코
사무코 주식회사(일본어: サムコ株式会社,SAMCO Inc.)는 일본의 전자부품 제조 장비 회사이다.